# فجل غيغول
غيغولمو (Gegeolmu)، أو فجل غيغول، هو نوع من الفجل الأبيض. يتميز هذا الفجل بشكل دائري وطعم حار، وله قشرة سميكة ولحم متماسك لا يلين حتى بعد تخزينه لعدة سنوات في الكيمتشي.
كونه محصولًا مميزًا في مدينتي إيتشيون ويوجو في كوريا، تم إدراجه في "سفينة التذوق" (Ark of Taste)، وهو سجل دولي للأطعمة التراثية المهددة بالانقراض.

## الوصف

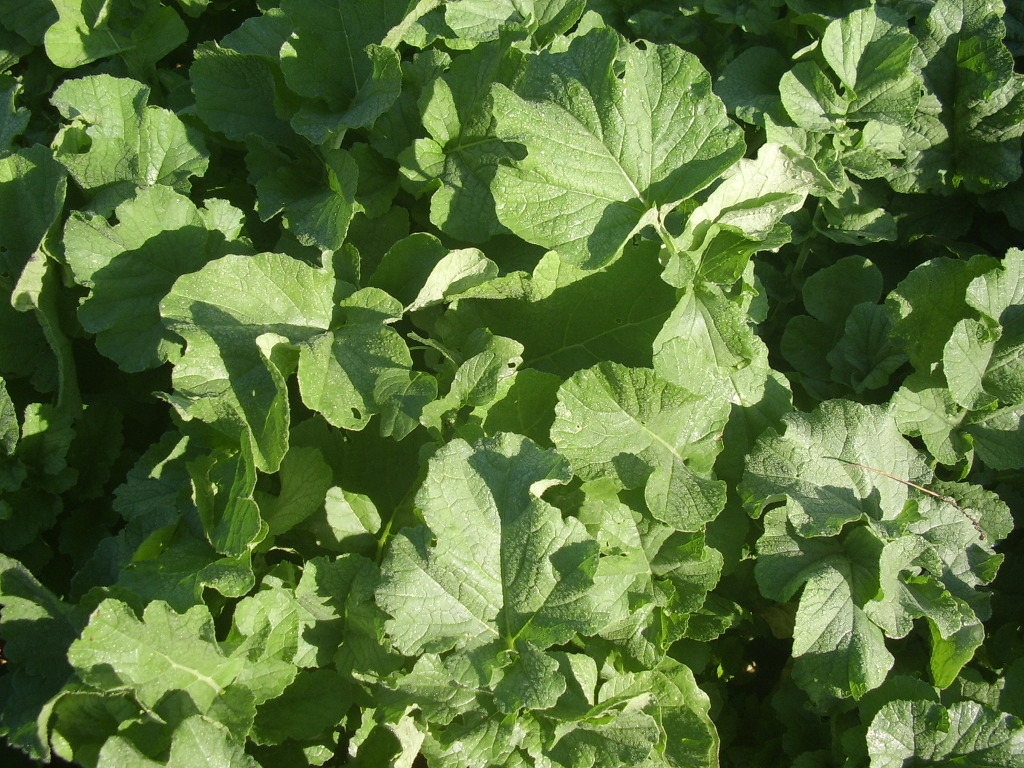
أوراق الفجل

فجل غيغول، الذي يعتبر أصغر وأكثر صلابة من الفجل الكوري العادي، يزن حوالي 500 جرام (18 أوقية)، بما في ذلك الجذر الرئيسي والأوراق. هذه الخضروات الجذرية المخروطية أو الشبيهة بالكرنب يبلغ قطرها حوالي 6-7 سنتيمترات (2.4-2.8 بوصة) ومحيطها 20 سنتيمترًا (7.9 بوصة). أوراقها تميل إلى النمو باتجاه الخارج بدلاً من النمو للأعلى.
بالمقارنة مع الفجل الكوري العادي، يحتوي فجل غيغول على نسبة أقل من الماء ولكنه يحتوي على المزيد من البروتين والألياف والمعادن مثل المغنيسيوم والبوتاسيوم والكالسيوم. كما أن له محتوى أعلى من مركب الكبريت المسؤول عن طعمه الحاد. فيما يتعلق بالإنزيمات، فإن نشاط البروتياز والمايروسيناز في فجل غيغول أعلى، بينما يكون نشاط α-أميليز أقل مقارنة بالفجل الكوري العادي.

## الزراعة
يتم زراعة فجل غيغول تقليديا في حقول القطن أو حقول فول الصويا في منطقتي إيتشيون ويوجو في كوريا الجنوبية للاستهلاك المنزلي، بين صفوف المحاصيل الرئيسية. وفي الآونة الأخيرة، تم زراعته أيضًا كمحصول محلي متخصص لأغراض تجارية.
يتم زرع البذور أو الجذور في أوائل الربيع. في أواخر الربيع أو أوائل الصيف، يمكن جمع البذور للربيع المقبل. يمكن حصاد الأوراق الصغيرة طوال الربيع والصيف والخريف لاستخدامها كخضروات نامول. في الخريف يتم حصاد النبات بأكمله.

## الاستخدام في المطبخ
بسبب النكهة الصليبية اللاذعة، غالبًا ما يتم استهلاك جذور الفجل الجيجيول بعد تمليحها ودفنها في الأرض خلال فصل الشتاء. يتم استخدام الخضروات الطازجة أو المجففة في النامول والحساء والأطباق الأخرى.
المكونات
- جيغيلمو-جوتشونغ أو شراب الفجل جيغيل – يُصنع باستخدام عملية صناعة الجوتشونغ التقليدية (شراب الأرز)، ولكن يتم استبدال الماء بعصير الفجل المستخلص من الفجل جيغيل المطهو.
- جيغيلمو-سي-جيروم أو زيت بذور الفجل جيغيل – يُصنع عن طريق ضغط بذور الفجل جيغيل.
- موشونغ – أوراق الفجل، يتم تجفيفها لصناعة سيراِجي أو استخدامها طازجة في الطهي.
- مو-مالانجي – الفجل المجفف، يُحضّر عن طريق تقطيع الفجل إلى شرائح رفيعة وتجفيفه في الشمس.
- سيراِجي – أوراق الفجل المجففة. سيراِجي فجل جيغيل يُعد إضافة ممتازة لطبق "داك-بوككوم-تانغ".

الأطباق
- جيغيلمو-دونغشيمي – نوع من دونجتشيمي (كيمتشي ماء الفجل)، يتم تحضيره عن طريق سكب الماء المغلي ثم تبريده على شرائح الفجل جيغيل المملحة، مع إضافة فلفل حار مخلل والمكونات التي توضع في كيس شاش: التفاح، والكمثرى، والثوم، والزنجبيل، بذور الفلفل الحار، والبصل الأخضر، والخردل الأخضر. يتم إخراج المكونات من كيس الشاش بعد 20-30 يومًا.
- جيغيلمو-كيمتشي – نوع من الكيمتشي، يتم تحضيره عن طريق تتبيل الفجل جيغيل المقطع والمملح مع الخردل المملح قليلاً والتوابل. يمكن تحضير التوابل عن طريق غلي مسحوق الأرز اللزج في الماء، ثم تبريده وخلطه مع صلصة السمك، ومسحوق الفلفل الحار، والبصل الأخضر المفروم، الثوم المفروم، الزنجبيل المبشور، وشراب البرقوق. إنه كيمتشي مالح يمكن أن يستمر لأكثر من ثلاث سنوات.
- جيغيلمو-جانغاجي – نوع من جانغاجي (طبق مخلل)، يتم تحضيره عن طريق صبغ الفجل جيغيل المقطع والمملح بماء بذور الغردينية، ثم نقعه في محلول ملحي وتركه ليعتق.

الشاي والحلويات
- جيغيلمو-تشا أو شاي الفجل جيغيل – يتم تحضيره عن طريق قلي شرائح الفجل جيغيل في المقلاة. يُعرف الشاي كـ مضاد أكسدة طبيعي ويساعد أيضًا في علاج أمراض الجهاز التنفسي أو مشاكل الجهاز الهضمي البسيطة.
- جيغيلمو-جونغوا – نوع من جونغوا (حلويات تقليدية)، يتم تحضيره عن طريق ملوحة شرائح الفجل جيغيل الرقيقة طوال الليل وتصفيتها، ثم نقعها في شراب الأرز لمدة 10 دقائق وتجفيف القطع المنقوعة على صينية لمدة يوم. عندما تجف بشكل صحيح، يتم تشكيل القطع على شكل زهور.

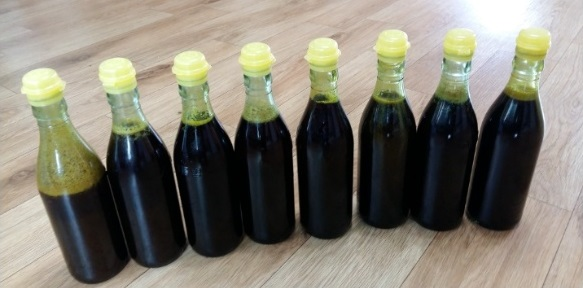
زيت بذور الفجل الجيجول